# 브루나이의 역사
브루나이의 역사는 보르네오섬의 북쪽 해안에 위치한 정착지와 사회들에 관한 것으로, 보르네오섬의 역사 대부분 동안 인도화된 왕국과 제국의 영향 아래 있었다. 지역 학자들은 브루나이의 이슬람화가 15세기에 보르네오섬 북부와 필리핀 남부를 포괄하는 제해권인 브루나이 제국의 형성과 함께 시작되었다고 추측한다. 17세기 말 브루나이는 브루나이 내전, 해적, 유럽 식민지 확대로 쇠퇴기에 접어들었다. 이후 스페인과의 짧은 전쟁이 벌어졌고, 브루나이는 마닐라를 잃고 스페인군이 철수할 때까지 잠시 수도를 피신했다. 스페인은 필리핀에, 영국은 라부안, 사라왁주, 북보르네오 등 서방 강대국들의 도래로 제국의 영토가 많이 상실되었다. 브루나이 제국의 쇠퇴는 19세기에 브루나이가 사라왁주의 브룩 왕조에게 영토의 많은 부분을 내주면서 가속화되었고, 현재의 작은 땅덩어리와 두 부분으로 분리되었다. 술탄 하심 잘릴룰 알람 아카마딘은 이후 1888년 영국에게 합병 중단을 호소했다. 같은 해 영국은 "보호 조약'을 맺고 브루나이가 석유가 발견돼 독립하고 번영한 1984년까지 브루나이를 영국의 보호령으로 삼았다.

## 이슬람 이전의 힌두-불교 인도화 왕국
1519년에서 1522년 사이에 페르디난드 마젤란의 배가 도착하기 전의 브루나이의 역사는 고고학에서 달리 증명되지 않는 한 추측, 중국 사료에 대한 해석, 그리고 지역 전설에 근거한다. 고고학 연구에 의해 확인되었듯이, 현재의 브루나이 지역을 구성하는 지역들이 해상 옥도에 참여하였다. 무역망은 기원전 2000년부터 서기 1000년까지 3,000년 동안 존재했으며, 타이완과 필리핀을 중심으로 이루어졌다. 브루나이의 수도인 반다르스리브가완에서 약 22km 떨어진 곳에 위치한 순가이 리마우 만에서 발굴된 것으로 보아 중국인들이 서기 835년에 이 지역에서 무역을 했을 것으로 추정된다. 장뇌와 후추는 무역의 귀중품이었던 것 같다. 브루나이 경질 장뇌는 은으로 된 자신의 무게와 동등한 도매가를 가지고 있었다. 명나라의 기록은 14세기 말에서 15세기 초에 걸쳐 포니 통치자들의 방문과 조공에 대한 자세한 정보를 제공한다. 그들의 이름과 직함은 힌두교 또는 불교의 영향을 암시한다. 이 문서는 이 나라가 힌두교 자와족 마자파힛 제국의 속국이었음을 확인시켜주지만, 1408년에 중국의 보호를 받으려고 했다.

## 초기 중국의 영향
명나라 초기에, 중국의 황제는 왕공과 황삼병이라는 두 명의 장교를 보내 중국 발루에 사는 용의 보석(빛나는 구)을 얻도록 했는데, 그 산 이름 자체가 용에게 먹혀 죽은 많은 중국인들의 생명을 의미한다.
브루나이 역사관은 황삼병이 나중에 브루나이 술탄 무함마드 샤의 딸인 라트나 드위 공주와 결혼했다는 다소 믿기 힘든 이야기를 보여준다. 그 공로로 그는 펑기란 마하라자 렐라라는 귀족 칭호를 받았고 키나바탄간구의 추장으로 선출되었다.
이 지역에서 가장 큰 강인 시나바탕간은 중국 대륙으로 수출하기 위해 보르네오 장뇌, 상어 지느러미, 진주조개, 새 둥지를 모으는 공장을 가지고 있던 초기 중국 정착민들에 의해 이름이 붙여진 것으로 믿어졌다. 북보르네오와 북동 보르네오의 초기 작품들은 이미 중국인들의 상당한 관심을 끌었다.

## 유럽과의 관계
브루나이의 관계는 그 지역의 다른 유럽 강대국들과 달랐다. 포르투갈인들은 대부분 지역 강대국들과의 경제 및 무역 관계에 더 관심이 있었고 브루나이의 발전에 거의 지장을 주지 않았다. 1536년 포르투갈이 말루쿠 제도에서 무슬림들을 공격하고 브루나이 궁정의 대사가 술탄의 적대감 때문에 떠나야만 했던 것처럼, 이것은 관계가 항상 우호적이었다는 것을 의미하지는 않는다. 포르투갈인들은 또한 술탄국이 이 지역의 정치와 전쟁에 크게 관여했으며, 브루나이 상인들이 리고르와 시암에서 발견될 수 있다고 언급했다.

## 영국과 사라왁주의 관계
술탄 오마르 알리 사이푸딘 2세의 통치 기간 동안 사라왁주에서 소요가 발생했다. 1839년 영국의 모험가 제임스 브룩이 보르네오섬에 도착하여 술탄이 반란을 진압하는 것을 도왔다.
그 보상으로 그는 사라왁주의 총독이 되었고, 이후 사라왁의 "브룩 왕조"가 되었고, 점차 그의 지배 아래 영토를 확장했다. 브룩은 브루나이의 지배권을 얻으려고 시도했지만, 결코 얻지 못했다. 그는 영국인들에게 브루나이를 자신의 소유라고 주장하는 것이 받아들여질지 여부를 확인하라고 요청했지만, 그들은 나쁜 소식을 가지고 돌아왔다.
1906년, 영국은 브루나이에서 거주를 시작했다. 이는 1904년 브루나이에 관한 보고서에서 영국의 식민지화를 막은 맬컴 스튜어트 한니발 맥아더에 의한 우호적인 보고서로부터 더 큰 통제를 피했다. 술탄이 내부 정책을 장악하고 있던 이 거주지는 1984년까지 계속되었다. 1928년 셸에 의해 석유가 발견되었다. 이것이 이 나라를 이전의 가난한 나라에서 오늘날 훨씬 부유한 나라로 변화시킨 것이다.

## 독립 이전
브루나이의 술탄은 말라야 연방, 사라왁 왕령식민지, 북보르네오 왕령식민지, 싱가포르 식민지와 함께 말레이시아 연방을 형성하기 위한 노력에 참여했지만, 석유 수익 문제와 이에 반대하는 대중들의 대규모 여론 때문에 결국 그렇게 하지 않기로 결정했다. 술탄의 이러한 바람은 브루나이 인민당(PRB)의 쿠데타로 이어졌다. 이는 빈약한 조직과 그들의 지도자인 A.M. 아자하리가 쿠데타 동안 이 나라에 있지 않았기 때문에 실패했다. 다른 방안으로는 북보르네오, 사라왁주, 브루나이의 연방이 고려되었지만, 석유 수입과 술탄의 권력의 한계로 인해 거부되었다.

### 독립
1971년 11월 14일, 술탄 하사날 볼키아는 1959년 헌법 개정과 관련된 문제들을 논의하기 위해 런던으로 떠났다. 1971년 11월 23일 앤서니 로일과 새로운 협정이 체결되었다.

## 독립 이후
브루나이는 1984년 1월 1일 영국으로부터 독립하였고, 같은 해에 아세안에 가입하였다. 1990년대와 2000년대 사이에 광범위한 석유와 천연가스 분야에서 경제성장이 이루어지면서 1999년부터 2008년까지 국내총생산(GDP)이 56% 증가하여 브루나이는 산업화된 국가로 탈바꿈했다. 브루나이는 동남아시아 국가 중 싱가포르 다음으로 인간 개발 지수가 높으며, "선진국"으로 분류된다. 2014년 하사날 볼키아는 이슬람 샤리아 형법을 제정했다.

## 같이 보기
- 동남아시아의 역사
- 아시아의 역사